# Francisco Collantes
Francisco Collantes, né en 1599 à Madrid et mort en 1656 dans cette même ville, est un peintre espagnol, peintre d'histoire, compositions religieuses, paysages, natures mortes, fleurs.

## Biographie
Élève du peintre florentin établi à Madrid Vincenzo Carducci ou (Carducho) qui lui transmet les normes de l'esthétique académique fixée à la suite de l'enseignement des Carrache. Sa familiarité évidente avec l'art contemporain italien indique un possible séjour à Rome et Naples sans que rien vienne étayer cette hypothèse.

## Œuvre
Fortement influencé par la peinture flamande et italienne, il est le meilleur représentant en Espagne d'un genre de paysage touffu, d'origine flamande, articulé en nombreux plans lumineux et peuplé de petits personnages d'inspiration vénitienne ou napolitaine. Ses tableaux religieux, où prennent place de grandes figures, s'apparentent étroitement à ceux de Ribera.
On ne lui attribue avec certitude qu'une quinzaine d'œuvres, dont la plupart présentent la particularité, pour l'Espagne de ce temps là, d'être des paysages, à sujets bibliques. Les chroniques du temps précisent qu'il était surtout apprécié comme paysagiste, mais qu'il aurait également peint des natures mortes et que son influence était considérable.

### Peintures pour le palais de Buen Retiro
Il exécute, vers 1635, pour le palais du Buen Retiro, une série de peintures, aujourd'hui dispersées, aux motifs bibliques et mythologiques, qui le rattache à l'école napolitaine contemporaine. Selon Antonio Palomino la Vision d'Ézéchiel sur la résurrection de la Chair, et le Buisson ardent, font partie de ces décorations, avec un Saint Jérôme. L'Incendie de Troie (Prado) serait aussi une des peintures pour le Buen Retiro.
- Le Buisson ardent. L'Éternel ordonne à Moïse de faire sortir les israélites d'Égypte (décor d'architecture) , huile sur toile, 116 × 163 cm, Musée du Louvre, Paris[3]
- La Vision d'Ézéchiel (1630), huile sur toile, 177 × 205 cm, Musée du Prado, Madrid[4]
- L'Incendie de Troie, huile sur toile, 145 × 197 cm, Musée du Prado, Madrid[5]
- Paysage, huile sur toile, 75 × 92 cm, Musée du Prado, Collection Royale (palais du Buen Retiro), Madrid[6]

"
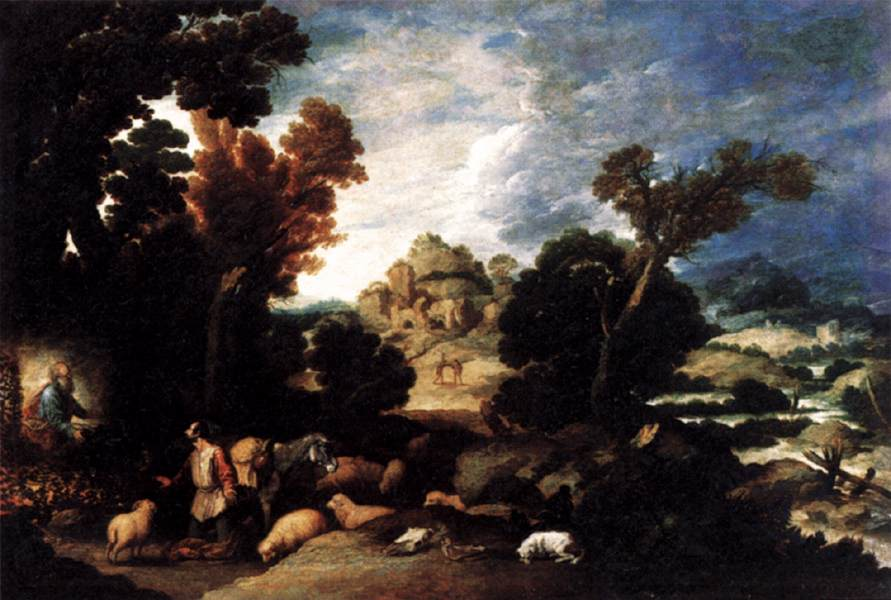
Le Buisson ardent Musée du Louvre
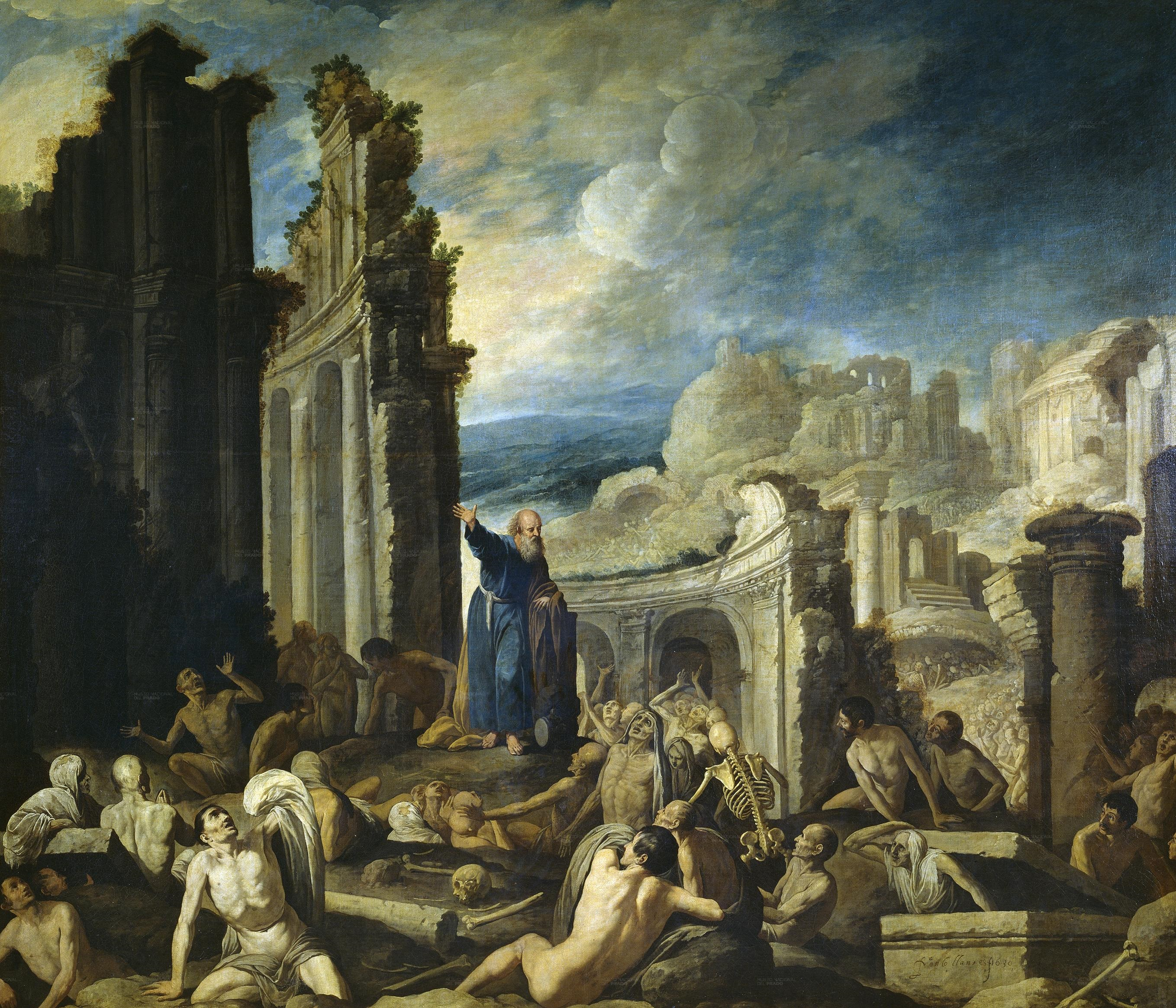
La Vision d'Ézéchiel (1630) Musée du Prado
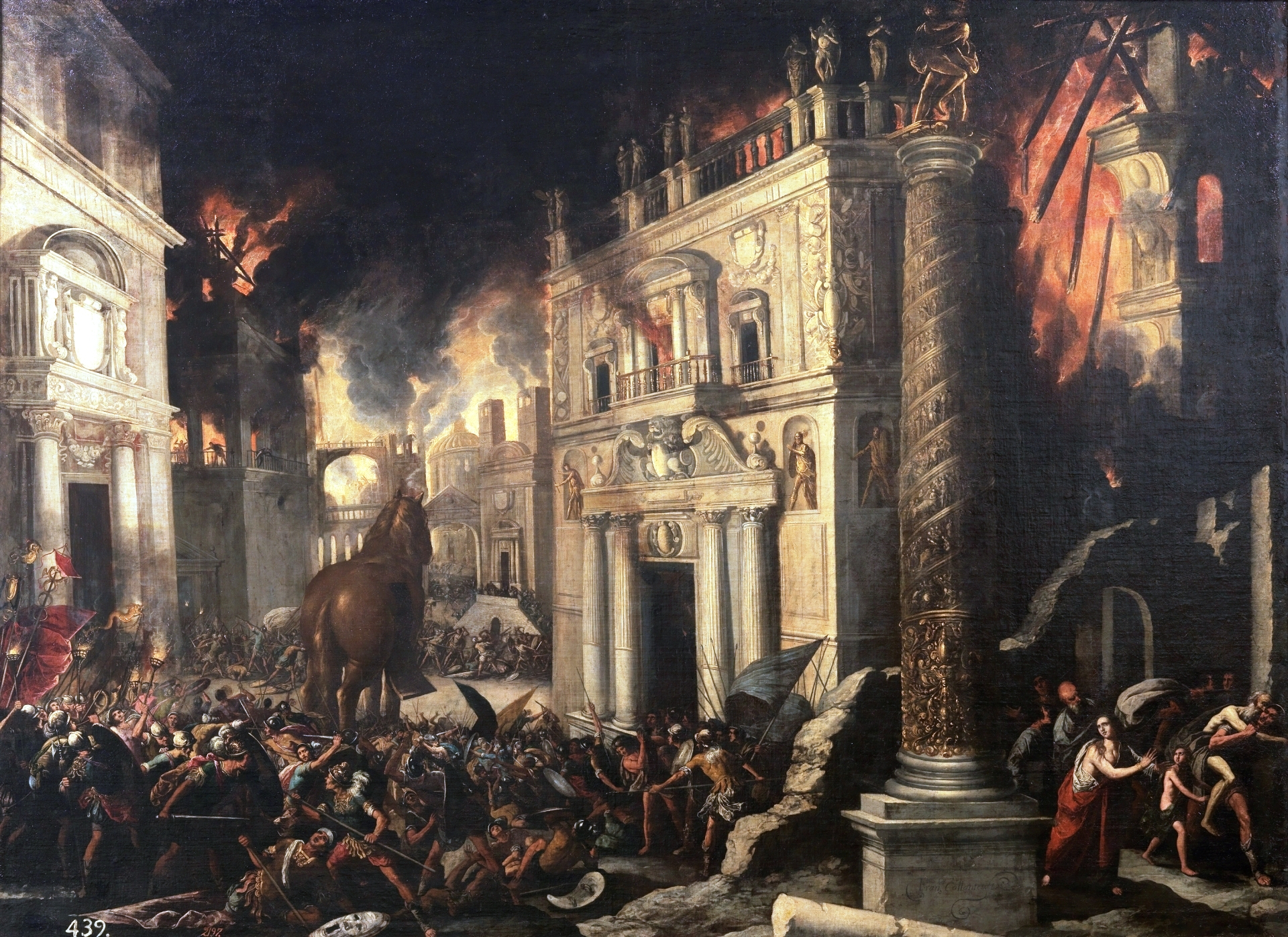
L'Incendie de Troie Musée du Prado
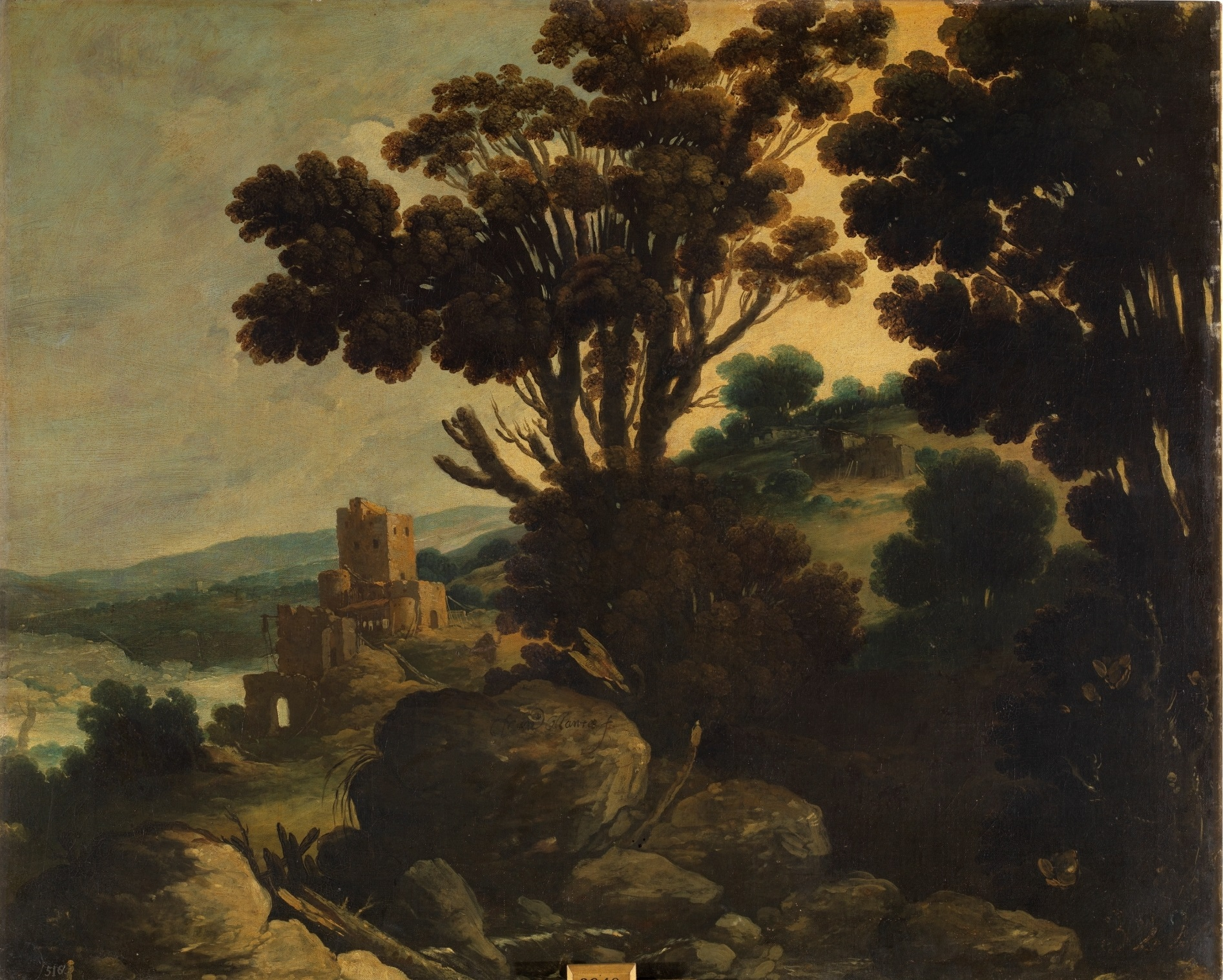
Paysage Musée du Prado

### Autres peintures
Pour ses peintures non datées, il semble qu'il soit impossible de les situer avec précision dans le temps.
- Rhode Island (Mus. De Providence (Rhode Island): Agar et Ismaël.
- Saint Onufre, (vers 1645), huile sur toile, 170 × 108 cm, Musée du Prado, Madrid[8]
- Paysage avec la crucifixion de saint Pierre, huile sur toile, 110 × 163 cm, Musée du Prado, Madrid[9]
- Paysage avec des bergers (1600 - 1650), huile sur cuivre, 26 × 39 cm, Musée du Prado, Madrid[10]
- Paysage d'hiver avec l'Adoration des bergers (1630 - 1650), huile sur toile, 72 × 106 cm, Musée du Prado, Madrid[11]
- Repentir de saint Pierre, huile sur toile, 107 × 170 cm, Musée des beaux-arts La Corogne[12]

"
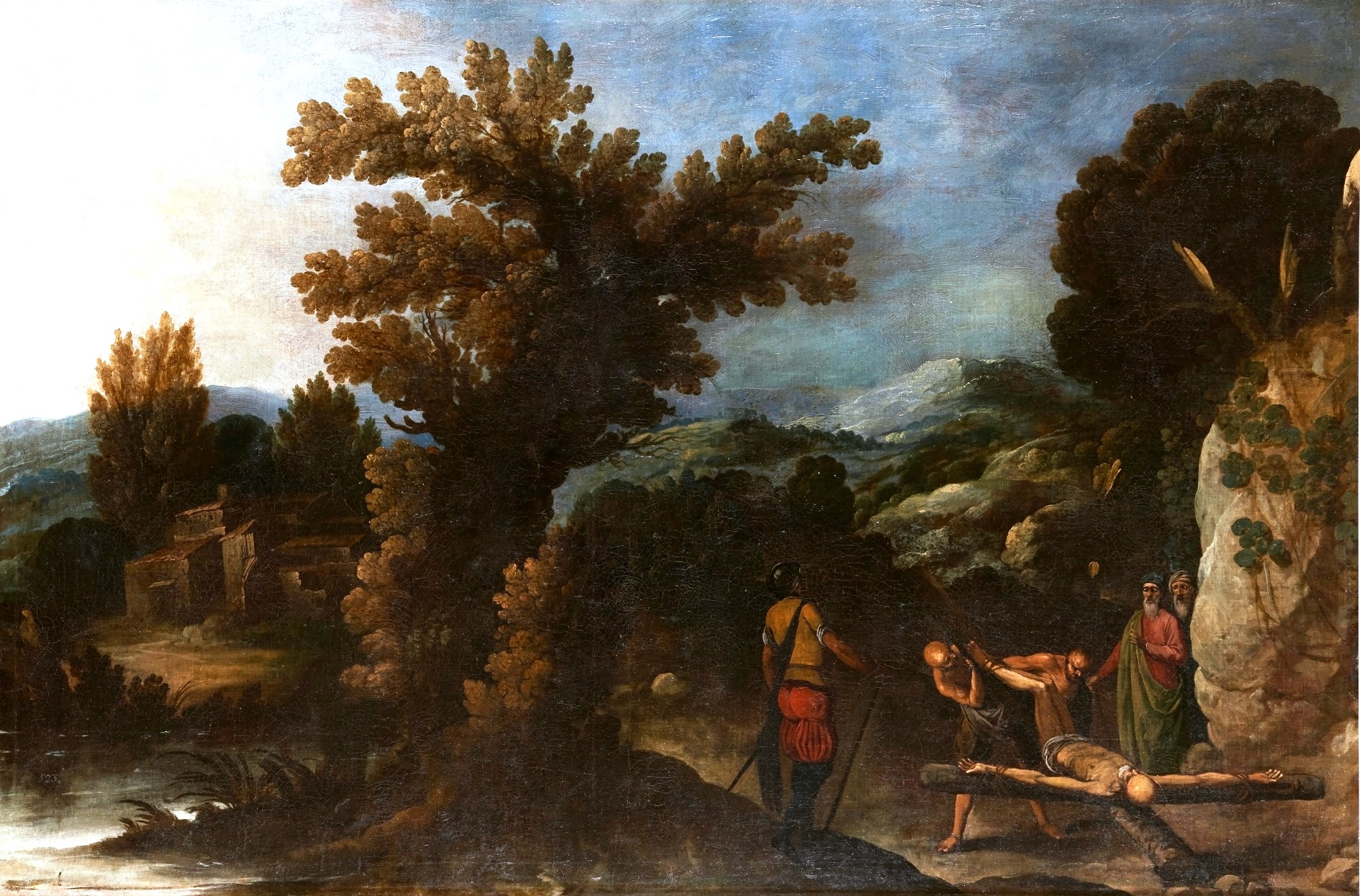
Crucifixion de St Pierre Musée du Prado
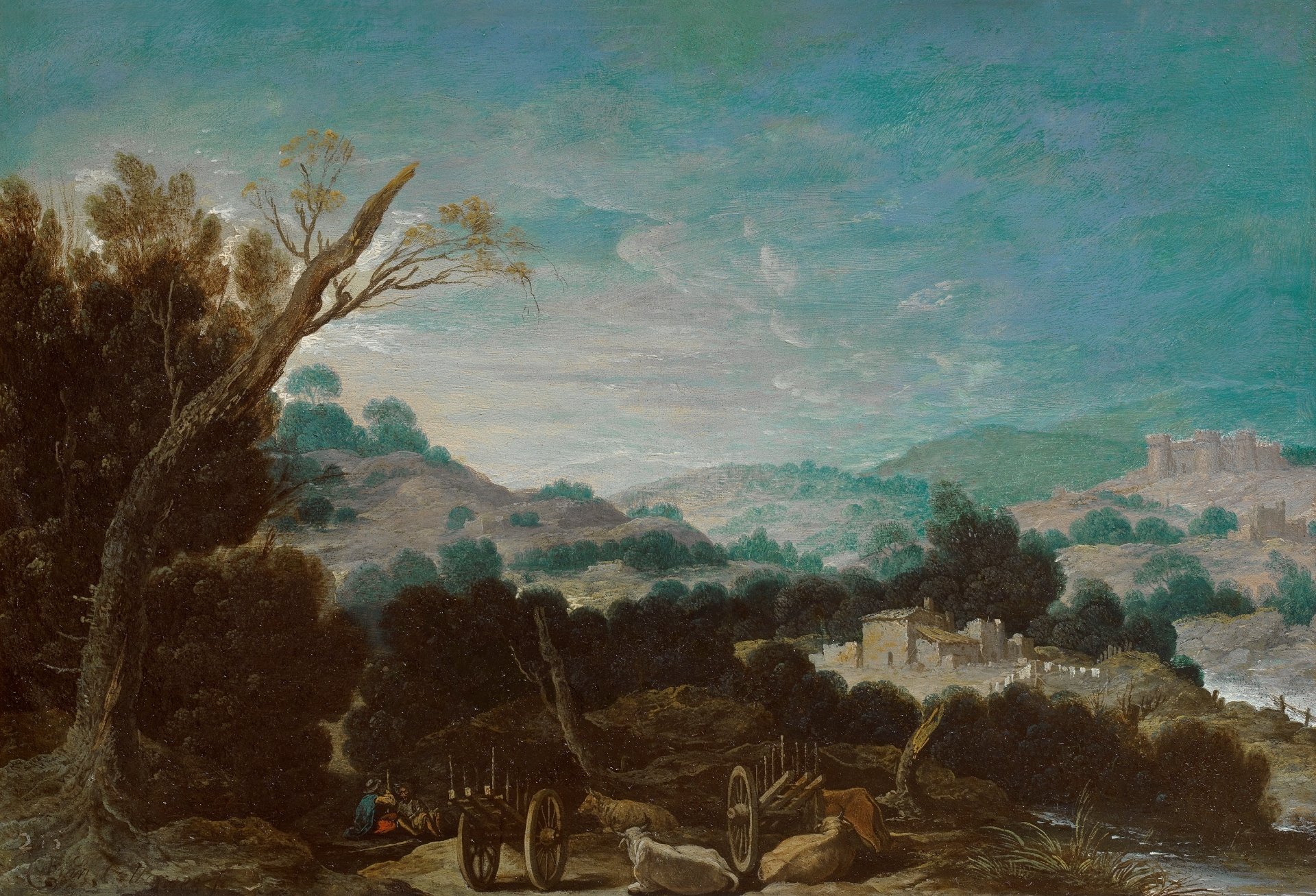
Paysage avec des bergers Musée du Prado
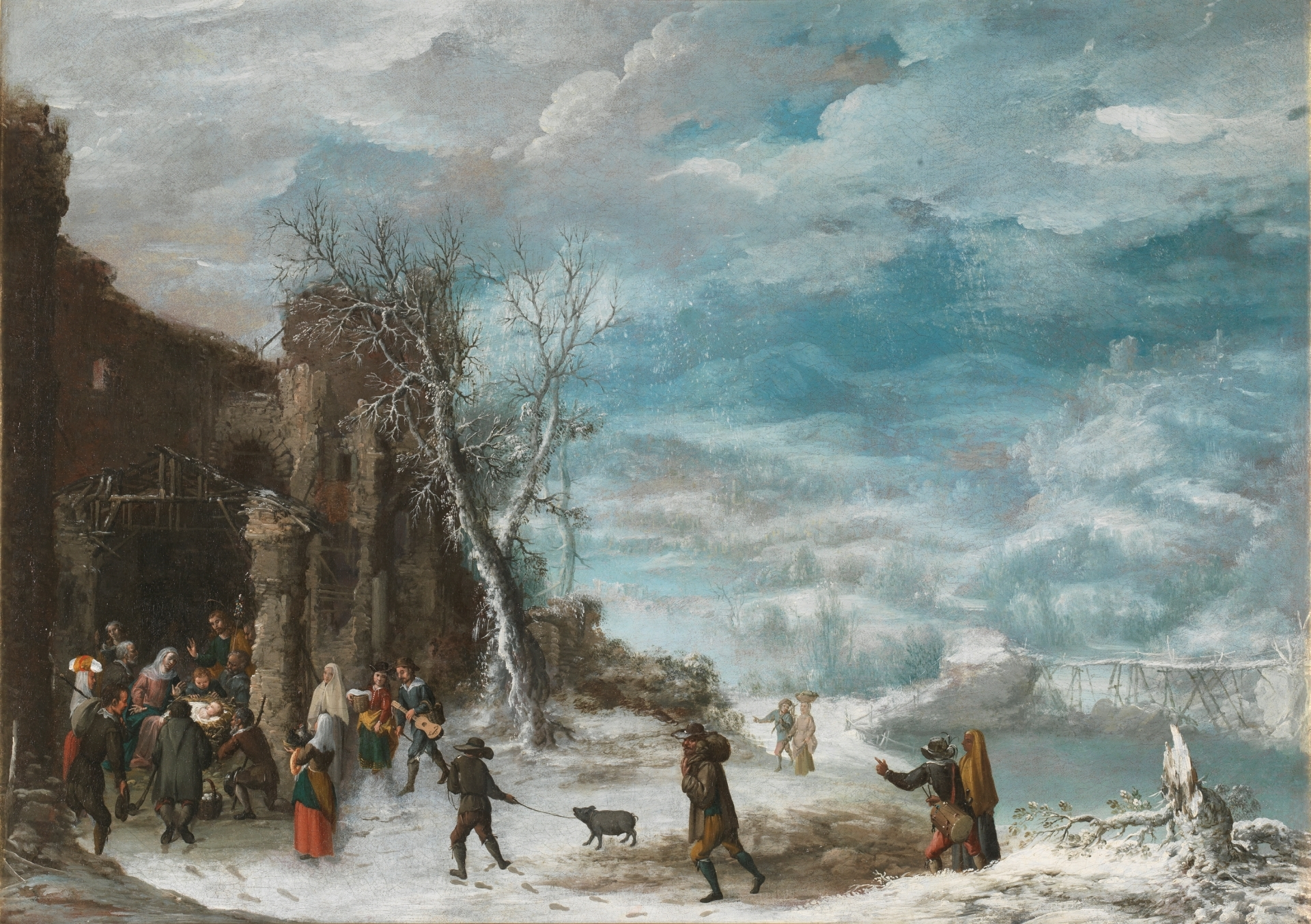
Adoration des bergers, hiver Musée du Prado
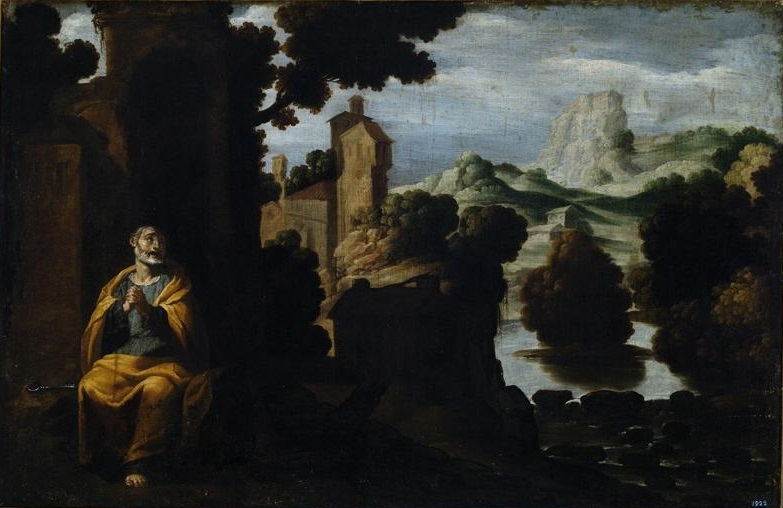
Repentir de saint Pierre Museo Da Corogna